# St. Laurentius (Gründelhardt)

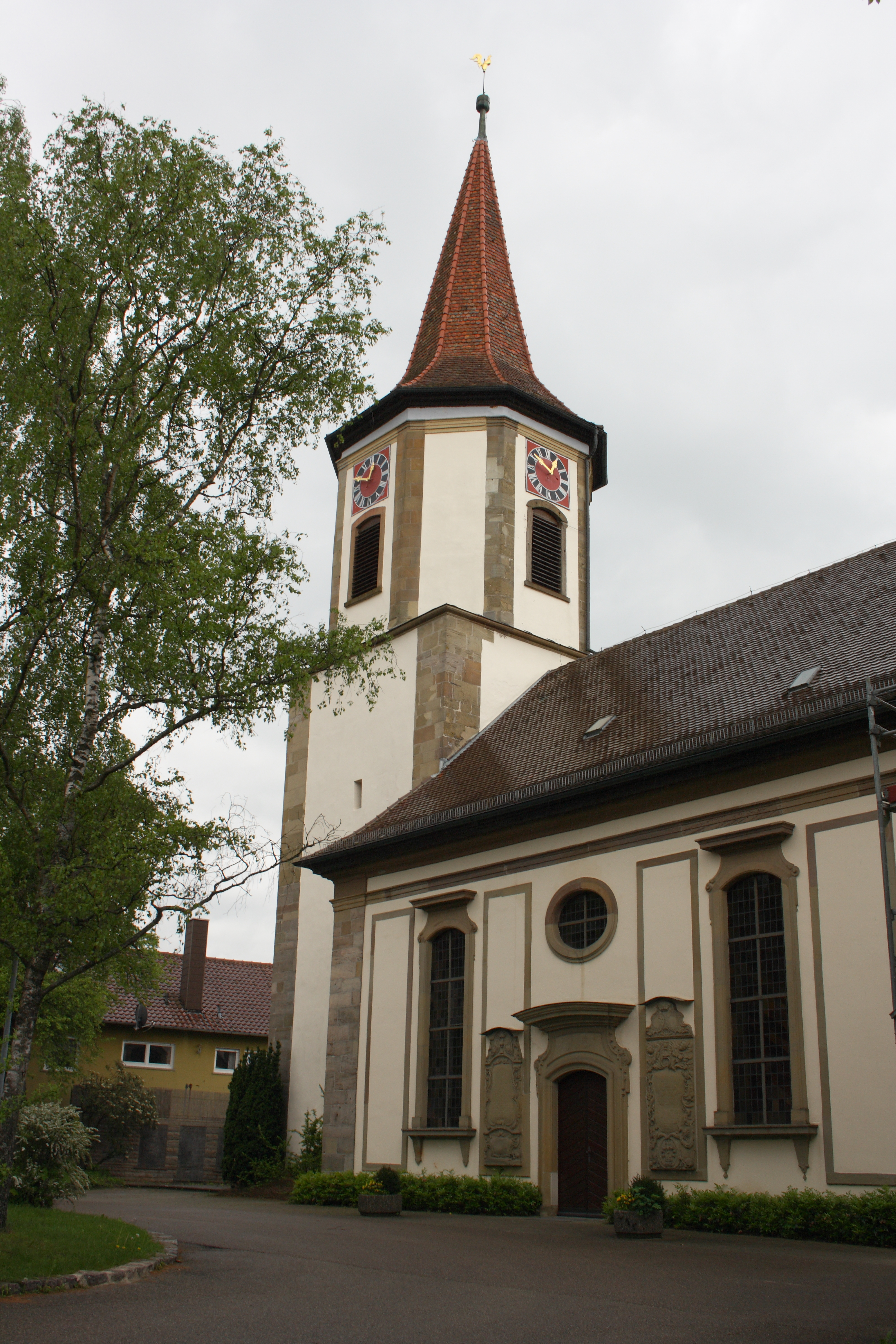
St. Laurentius in Gründelhardt

Die evangelische Pfarrkirche St. Laurentius steht in Gründelhardt, einem Gemeindeteil von Frankenhardt im Landkreis Schwäbisch Hall in Baden-Württemberg. Das Bauwerk ist beim Landesamt für Denkmalpflege Baden-Württemberg als Baudenkmal eingetragen. Die Kirchengemeinde gehört zum Kirchenbezirk Crailsheim-Blaufelden der Evangelischen Landeskirche in Württemberg.

## Beschreibung
Die Saalkirche wurde 1723 nach einem Entwurf von Carl Friedrich von Zocha im Markgrafenstil erbaut. Sie besteht aus einem Langhaus und einem im Kern gotischen Chorturm auf quadratischem Grundriss im Osten, der mit einem achteckigen Geschoss aufgestockt wurde, das die Turmuhr und den Glockenstuhl beherbergt. Darauf sitzt ein achtseitiger Knickhelm.
Der Innenraum des Erdgeschosses des Chorturms, also der Chor, ist mit einem Kreuzrippengewölbe überspannt.